# Jimmy Thomson
James Smith ("Jimmy") Thomson (10 april 1937 – 4 augustus 2012) was een Schots voetballer die van 1961 en 1971 215 wedstrijden speelde voor Dunfermline Athletic. Hij speelde ook voor St. Mirren en Raith Rovers en was manager van Alloa Athletic en Berwick Rangers.